# Charitocoris
Charitocoris is een geslacht van wantsen uit de familie van de Miridae (Blindwantsen). Het geslacht werd voor het eerst wetenschappelijk beschreven door Odo Reuter in 1904.

## Soorten
Het genus bevat de volgende soorten:

- Charitocoris pallidus Reuter, 1904
- Charitocoris subglaucus Wagner, 1974